# Lithobius parvus
Lithobius parvus är en mångfotingart som beskrevs av Folkmanová 1946. Lithobius parvus ingår i släktet Lithobius och familjen stenkrypare. Inga underarter finns listade i Catalogue of Life.